# Gżira
Gżira es un consejo local y un pueblo en Malta, que se encuentra entre Msida y Sliema. Posee un área de 1 km² y una población de 8.392 habitantes. Está unida por un puente a la Isla Manoel.

## Deportes
En Gżira hay un equipo deportivo llamado Gżira United FC que juega en el Estadio Nacional Ta'Qali con capacidad para 17,797 espectadores, en la Premier Maltesa quedó en el puesto 3° de la clasificación y clasificó para la Conference League.
- Datos: Q632097
- Multimedia: Gżira / Q632097